# Liste der Mitglieder der National Academy of Sciences/1963
Im Jahr 1963 wählte die National Academy of Sciences der Vereinigten Staaten 39 Personen zu ihren Mitgliedern.

## Neugewählte Mitglieder
- Christian B. Anfinsen (1916–1995)
- Homi Jehangir Bhabha (1909–1966)
- Theodore H. Bullock (1915–2005)
- Wilfrid Clark (1895–1971)
- Robert E. Connick (1917–2014)
- Harry Eagle (1905–1992)
- Fred Eggan (1906–1991)
- William K. Estes (1919–2011)
- William M. Fairbank (1917–1989)
- Howard Florey (1898–1968)
- C. Stacy French (1907–1995)
- Marvin L. Goldberger (1922–2014)
- George S. Hammond (1921–2005)
- Klaus Hofmann (1911–1995)
- Hoyt C. Hottel (1903–1998)
- Clyde A. Hutchison Jr. (1913–2005)
- Dwight J. Ingle (1907–1978)
- Leon Knopoff (1925–2011)
- Jerry Konorski (1903–1973)
- Hisashi Kuno (1910–1969)
- Joseph H. MacKin (1905–1968)
- Maclyn McCarty (1911–2005)
- William D. McElroy (1917–1999)
- John W. Milnor (* 1931)
- John A. Moore (1915–2002)
- James V. Neel (1915–2000)
- Jerzy Neyman (1894–1981)
- Bryan Patterson (1909–1979)
- Isadore Perlman (1915–1991)
- Emanuel R. Piore (1908–2000)
- Colin S. Pittendrigh (1918–1996)
- Knut Schmidt-Nielsen (1915–2007)
- Nikolai N. Semenov (1896–1986)
- Albert Charles Smith (1906–1999)
- J. J. Stoker (1905–1992)
- Sherwood L. Washburn (1911–2000)
- Gian-Carlo Wick (1909–1992)
- Raymond L. Wilder (1896–1982)
- Abel Wolman (1892–1989)